# 중앙아메리카난쟁이다람쥐
중앙아메리카난쟁이다람쥐(Microsciurus alfari)는 다람쥐과에 속하는 설치류의 일종이다. 신대륙난쟁이다람쥐속에 속하는 작은 나무 다람쥐로 콜롬비아와 코스타리카, 니카라과, 파나마에서 발견된다.

## 아종
6종의 아종이 알려져 있다.
- M. a. alfari
- M. a. alticola
- M. a. browni
- M. a. fusculus
- M. a. septentrionalis
- M. a. venustulus